# The International 2012
The International 2012 (TI2) — другий в історії турнір з гри Dota 2, організований компанією Valve. 
Місце проведення — Сіетл, США, 26 серпня — 2 вересня. Турнір транслювався за допомогою сервісу Twitch.tv, але цього разу тільки трьома мовами: російською, англійською та китайською.

### Результати
| Місце | Команда         | Призові    |
| ----- | --------------- | ---------- |
| 1     | iG              | $1 000 000 |
| 2     | Natus Vincere   | $250 000   |
| 3     | LGD             | $150 000   |
| 4     | Team DK         | $80 000    |
| 5—6   | EHOME           | $35 000    |
| 5—6   | Zenith          | $35 000    |
| 7—8   | Orange E-Sports | $25 000    |
| 7—8   | TongFu          | $25 000    |